# Baiami montana
Espèce
Baiami montana est une espèce d'araignées aranéomorphes de la famille des Desidae.

## Distribution
Cette espèce est endémique du Great Southern en Australie-Occidentale,. Elle se rencontre dans les parcs de Porongurup et de la chaîne de Stirling

## Description
La carapace des mâles mesure de 3,85 à 4,51 mm de long sur 2,91 à 3,10 mm de large, son abdomen de 4,05 à 4,42 mm de long. La carapace des femelles mesure de 3,88 à 4,75 mm de long sur 2,80 à 3,22 mm de large, son abdomen de 5,39 à 5,70 mm de long.

## Systématique et taxinomie
Cette espèce a été décrite par Gray en 1982.

## Publication originale
- Gray, 1982 : « A revision of the spider genus Baiami Lehtinen (Araneae, Amaurobioidea). » Records of the Australian Museum, vol. 33, p. 779-802 (texte intégral).